# Beschläge (Uniform)
Als Beschläge bezeichnete man im Militärjargon des deutschsprachigen Raums bis zum Ende des Ersten Weltkrieges die Metallverzierungen an Helmen und Tschakos von Polizei, Militär und Feuerwehr.
Es handelt sich hierbei um die an der Vorderseite angebrachten Embleme wie Landeswappen, Gardesterne, Namensbänder (Vaterlandsbandeaus), die Einfassungen der Vorder- und Nackenschirme und die an der Pickelhaube als Versteifung angebrachte Helmschiene. Die Beschläge wurden in Neusilber oder Tombak gefertigt. Für die Offiziere einiger Einheiten bestanden sie aus Silber oder vergoldetem Messing. Offiziere, die nicht zu diesen privilegierten Verbänden zählten, konnten sich damit zusätzlich ausstatten. Da die Bekleidungsvorschriften der damaligen Zeit für Selbsteinkleider sehr großzügig gehandhabt wurden (das galt sowohl für Deutschland als auch für Österreich-Ungarn), konnten sich alle Soldaten, soweit sie finanziell dazu in der Lage waren, auch mit der Offizieren vorbehaltenen Ausstattung versehen (Einjährig-Freiwillige, Offiziersanwärter und Reserve-Offiziersanwärter waren zur Selbsteinkleidung verpflichtet.).
Bei einigen Truppenteilen, wie den bayerischen Chevaulegers trugen jeweils zwei Regimenter die gleiche Abzeichenfarbe. Sie unterschieden sich nur in der Farbe der Beschläge.
Die Helmspitze bzw. Kugel, die dafür notwendigen Befestigungsteile wie Kleeblatt oder Scheibe, der sonstige auf dem Helm angebrachte Zierrat (Löwen oder Adlerfiguren) und die Schuppenketten konnten im Material von den Beschlägen abweichen.

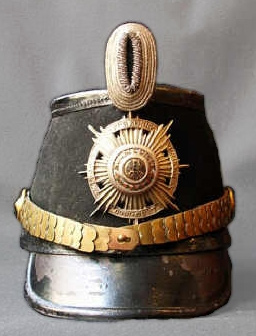
Tschako der preußischen Gardejäger mit Beschlägen und Schuppenketten aus Tombak
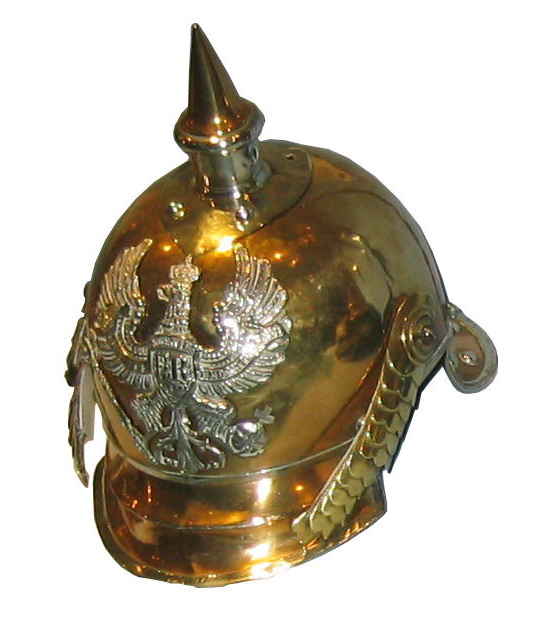
Kürassier Helm mit Beschlägen aus Silber bzw. Neusilber
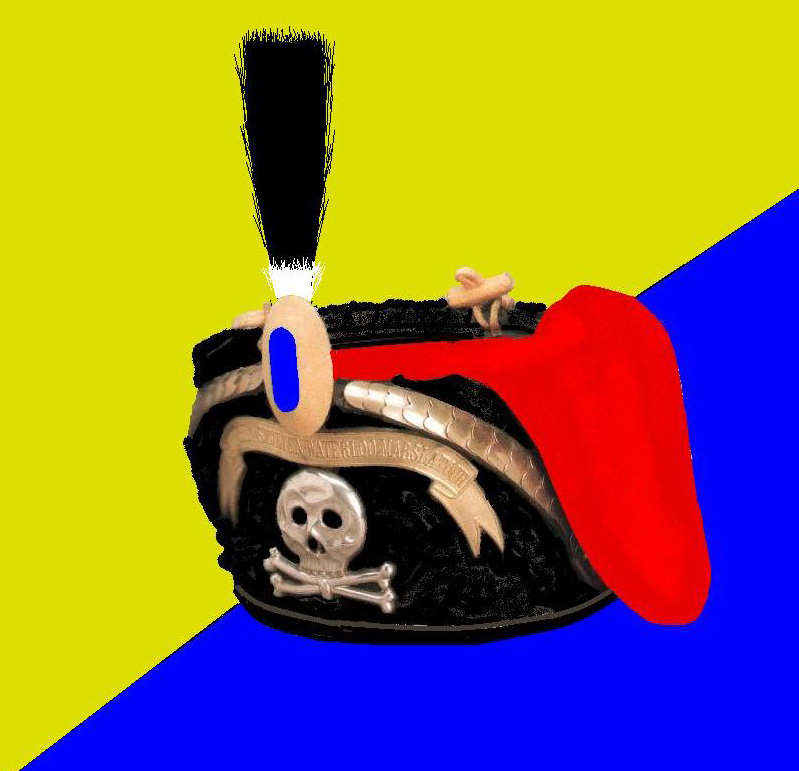
Beschläge (Emblem, Schuppenketten und Vaterlandsbandeau) an der Mütze des Husaren Regiments 17
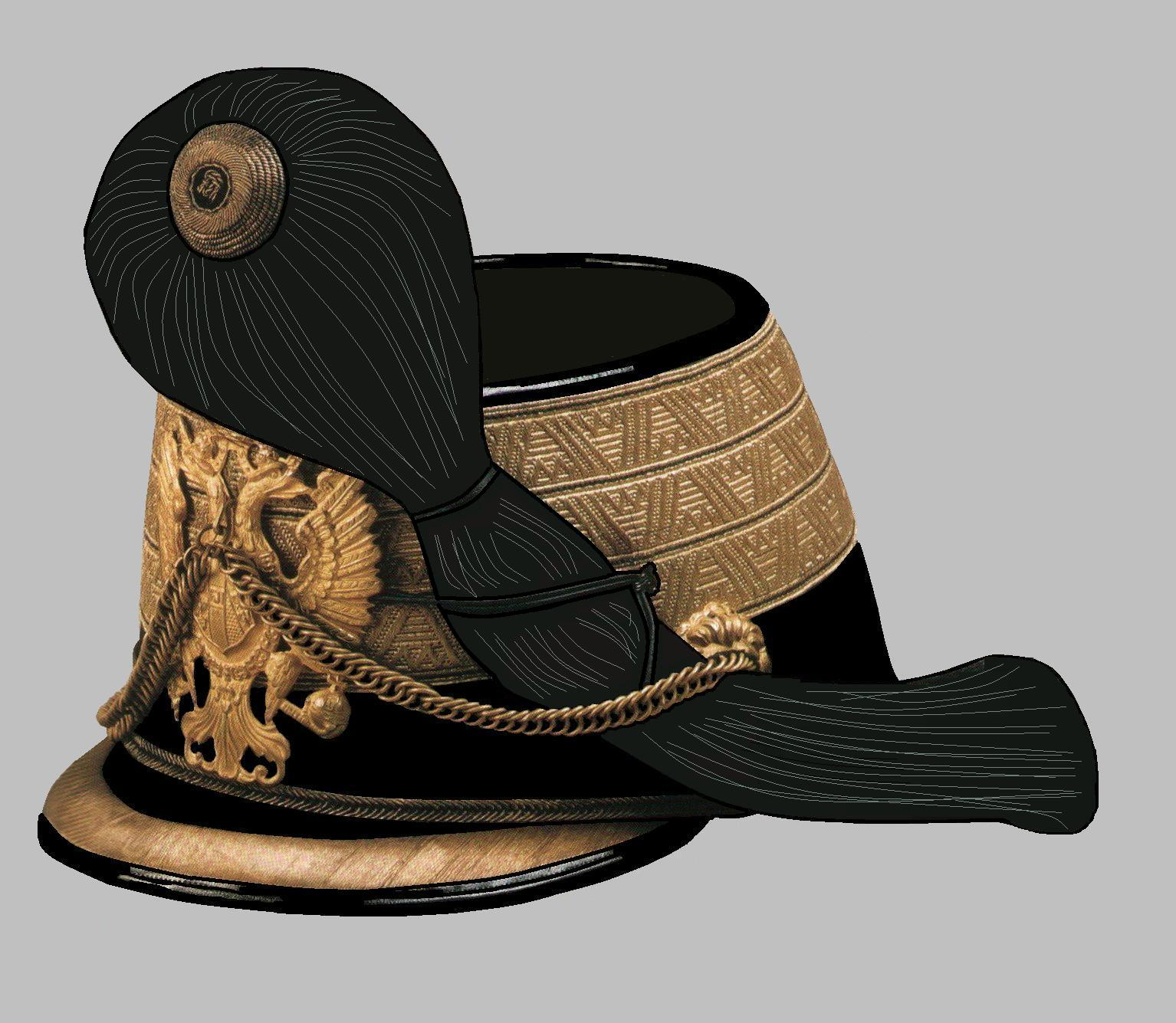
Beschläge am Tschako eines k.u.k. Artilleriemajors